# Srbija in Črna gora na Pesmi Evrovizije
Srbija in Črna gora je na Pesmi Evrovizije nastopila trikrat - prvič leta 1992 pod imenom Federalna republika Jugoslavija. Nato se do leta 2004 izbora ni udeleževala. Leta 2004 je državo zastopal Željko Joksimović ter zasedel drugo mesto. Leta 2005 je črnogorska skupina No Name zasedla 7. mesto.
Leta 2006 država ni sodelovala zaradi spora glede svojega predstavnika. Na nacionalnem izboru je sicer znova zmagala skupina No Name, a se Srbija z zmago ni strinjala, saj naj bi črnogorska žirija glasovala taktično. 20. marca 2006 so uradno objavili, da na evrovizijskem izboru ne bodo sodelovali, kljub temu pa je država podala svoje glasove v finalnem izboru. Evrovizijski izbor je predvajala le srbska televizija in torej v glasovanju Črna gora ni sodelovala.
Leta 2007 sta Srbija in Črna gora na izboru že sodelovali kot samostojni državi.

## Predstavniki
| Leto | Uvrstitev | Izvajalec         | Pesem             |
| 1992 | 13.       | Extra Nena        | Ljubim te pesmama |
| 2004 | 2.        | Željko Joksimović | Lane Moje         |
| 2005 | 7.        | No Name           | Zauvijek Moja     |